# Nati nel 1518
| Questa pagina contiene informazioni ricavate automaticamente dalle voci biografiche con l'ausilio del template Bio e di un bot. L'aggiornamento è periodico e automatico e ricostruisce completamente la pagina. Se manca una persona in questa lista, sei pregato di non aggiungerla, ma accertati piuttosto che la sua voce biografica contenga il template Bio e che i dati anagrafici siano correttamente compilati. Se il template Bio manca, inseriscilo tu stesso o, in alternativa, metti l'avviso {{tmp\|Bio}} che ne segnala la mancanza. Se i dati riportati sono sbagliati, correggi direttamente la voce biografica; le modifiche saranno visibili in questa lista entro pochi giorni. Per chiarimenti vedi il progetto biografie. La lista contiene solo le 54 persone che sono citate nell'enciclopedia e per le quali è stato implementato correttamente il template Bio. Pagina aggiornata al 18 ago 2025. |

## Gennaio(1)
- 27 gennaio - Jean de Locquenghien, belga († 1574)

## Febbraio(3)
- 2 febbraio - Godfried van Mierlo, vescovo cattolico olandese († 1587)
- 13 febbraio - Antonín Brus z Mohelnice, arcivescovo cattolico tedesco († 1580)
- 28 febbraio - Francesco di Valois, duca francese († 1536)

## Marzo(3)
- 8 marzo - Sidonia di Sassonia, principessa († 1575)
- 15 marzo - Giovanni Maria Cecchi, commediografo, scrittore e notaio italiano († 1587)
- 17 marzo - Paolino Bernardini, presbitero e teologo italiano († 1585)

## Aprile(1)
- 22 aprile - Antonio di Borbone-Vendôme, sovrano francese († 1562)

## Maggio(1)
- 4 maggio - Felice Figliucci, umanista, filosofo e teologo italiano († 1595)

## Luglio(3)
- 1º luglio - Rodolfo II Baglioni, condottiero e politico italiano († 1554)
- 3 luglio - Li Shizhen, scienziato e farmacologo cinese († 1593)
- 18 luglio - Pietro Massolo, religioso e letterato italiano († 1590)

## Agosto(2)
- 8 agosto - Conrad Lycosthenes, umanista e enciclopedista francese († 1561)
- 20 agosto - Isabella di Castiglia, nobildonna spagnola († 1537)

## Settembre(1)
- 28 settembre - Michelangelo Florio, umanista, predicatore e teologo italiano († 1566)

## Novembre(2)
- 1º novembre - Francisco de Enzinas, umanista spagnolo († 1552)
- 26 novembre - Guido Ascanio Sforza di Santa Fiora, cardinale e patriarca cattolico italiano († 1564)

## Dicembre(2)
- 16 dicembre - Francesco Duodo, ammiraglio italiano († 1592)
- 19 dicembre - Enrique de Borja y Aragón, cardinale e vescovo spagnolo († 1540)

## Senza giorno specificato(35)
- Hernando de Acuña, poeta spagnolo († 1580)
- Askari Mirza, principe indiano († 1557)
- Marcantonio Barbaro, politico e diplomatico italiano († 1595)
- Lodovico Beretta, architetto italiano († 1572)
- Caterina di Brunswick-Wolfenbüttel, principessa tedesca († 1574)
- Filippo Maria Campeggi, vescovo cattolico italiano († 1584)
- Ñuflo de Chaves, navigatore spagnolo († 1568)
- Giovanni Battista Ciocchi del Monte, generale e nobile italiano († 1552)
- James Croft, politico britannico († 1590)
- Oberto Foglietta, storico italiano († 1581)
- Pietro Follerio, giurista italiano († 1588)
- Bartolomeo Genga, architetto italiano († 1558)
- Hatakeyama Yoshitsugu, militare giapponese († 1590)
- Paullu Inca, principe inca († 1549)
- Sébastien de L'Aubespine, vescovo, ambasciatore e abate francese († 1582)
- Hubert Languet, politico francese († 1581)
- Juan Latino, poeta, letterato e docente spagnolo
- Martinillo, traduttore peruviano († 1549)
- Giovanni Andrea Mercurio, cardinale e arcivescovo cattolico italiano († 1561)
- Remigio Nannini, scrittore e religioso italiano († 1580)
- Flaminio Paleologo, militare italiano († 1571)
- Alonso de Reinoso, spagnolo († 1567)
- Tintoretto, pittore italiano († 1594)
- Gaspar de Rodas, esploratore spagnolo († 1607)
- Julián Romero, militare spagnolo († 1577)
- Guillaume Rouillé, editore e umanista francese († 1589)
- Elizabeth Seymour, nobile inglese († 1568)
- Shishido Takaie, militare giapponese († 1592)
- Davide Vaccari, doge († 1607)
- Giovanni Andrea Vavassore, cartografo e editore italiano († 1572)
- Mayken Verhulst, miniaturista e pittrice fiamminga († 1599)
- Pompeo Zambeccari, vescovo cattolico e diplomatico italiano († 1571)
- Andrés de Oviedo, patriarca cattolico e gesuita spagnolo († 1577)
- Eliyahu de Vidas, rabbino, mistico e teologo ottomano († 1592)
- Domenico della Rovere, vescovo cattolico italiano († 1587)